# Eupithecia adunata
Eupithecia adunata är en fjärilsart som beskrevs av Louis Beethoven Prout. Eupithecia adunata ingår i släktet Eupithecia och familjen mätare. Inga underarter finns listade i Catalogue of Life.